# Ligne M1 du métro de Budapest
Pour les articles homonymes, voir M1.

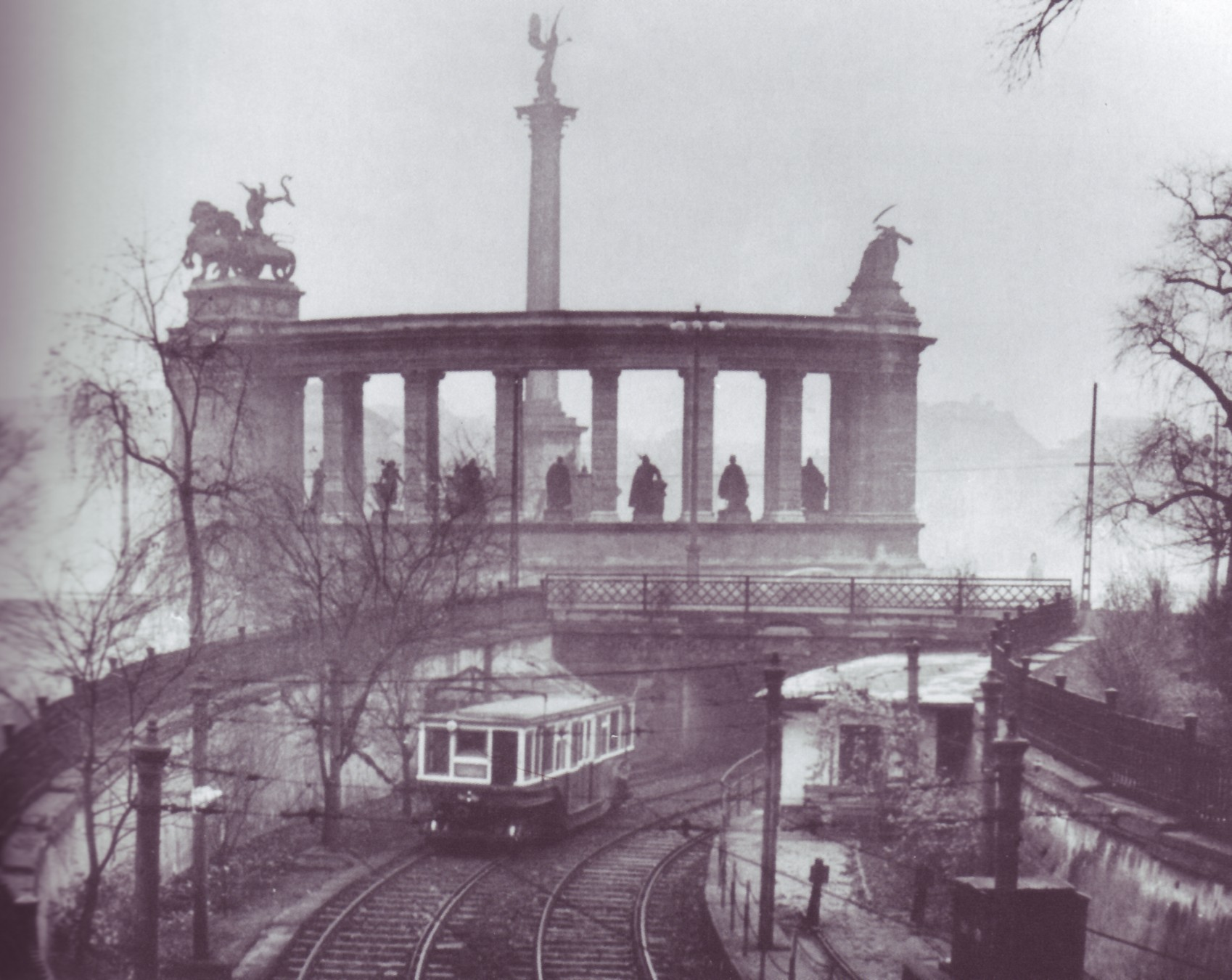
Une rame du Földalatti à Hősök tere (place des Héros).

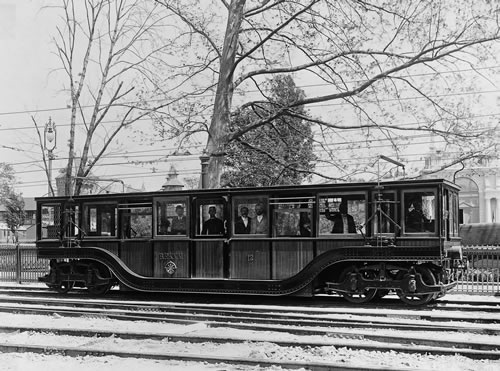
La première rame de la ligne 1, dans sa section alors en surface près de l'actuelle place des Héros.

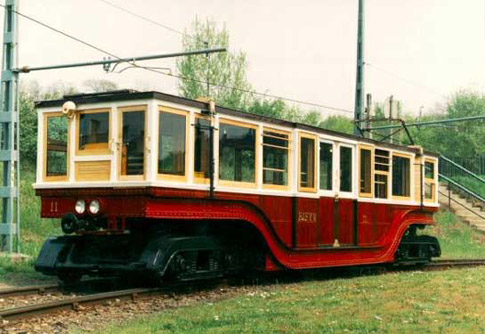
Une rame Siemens & Halske d'origine.

La première ligne de métro d'Europe continentale comprend actuellement 4,4 km et 11 stations, toutes souterraines. Ce métro à petit gabarit implanté immédiatement sous la chaussée fut plutôt un tramway en souterrain. La ligne bénéficia d'une première rénovation dans les années 1970, avec un renouvellement complet du matériel roulant, ainsi que d'une extension, et d'une rénovation dans la seconde moitié des années 1990. Le matériel roulant, 23 trains, de conception hongroise, est alimenté par une caténaire rigide,.

## Historique
Depuis longtemps il avait été question de construire un tramway dans la rue Andrássy, mais l’Administration supérieure estimait que cette voie était une promenade publique et que la construction d’un tramway en surface y présenterait de graves inconvénients.
Aussi la Société des tramways électriques de Budapest et la Compagnie des chemins de fer vicinaux eurent-elles l’idée de soumettre à l'Administration le projet d'un chemin de fer souterrain à traction électrique. Dans leur proposition, les concessionnaires attiraient l'attention des pouvoirs publics sur les dépenses très élevées auxquelles les conduirait la réalisation d'un projet de ce genre et ils sollicitaient pour cette raison, une concession de 90 années et certaines faveurs financières.
Leur demande présentée le 22 janvier 1894 fut immédiatement prise en considération par le Conseil municipal, le projet fut discuté et approuvé en avril de la même année par la Commission des chemins de fer, la Commission des finances et par le Conseil municipal pour approbation définitive. En moins de 3 mois ½ toutes les formalités avaient donc été remplies et les travaux, confiés à la maison Siemens &Halske de Berlin, commencèrent fin du mois d’avril 1894. La ligne a été ouverte au public le 2 mai 1896.  
Après l'ouverture de ce qui est aujourd'hui appelé la ligne du Millenium (Millenniumi Földalatti Vasút) entre Gizella tér et Artézi fürdő, l'empereur d'Autriche, également roi de Hongrie François-Joseph Ier, visita le métro le 8 mai 1896 et accepta que le métro porte son nom : Ferencz József Földalatti Villamos Vasút (c’est-à-dire « métro électrique François-Joseph »).  
La rapidité avec laquelle cette affaire fut menée, trouve son explication dans le consensus de voir réaliser cette ligne de transport pour l'ouverture de l'Exposition de 1896. Cette nouvelle ligne complétait ainsi le réseau de tramways électriques construits depuis 1889 par Siemens et Halske.
La ligne qui a alors une longueur de 3,7 km dont 3,2 km en galerie (tranchée couverte) et 0,5 km à ciel ouvert est à double voie à écartement de 1,435 m. La distance d’axe en axe des voies est de 3,2 m. Le courant de traction,en 350 Vdc, provient d'un rail situé au plafond du tunnel. Cette technique n'est plus utilisée aujourd'hui. Les tunnels ont une largeur de 6 m et une hauteur à partir du niveau des rails de 2,75 m maximum. 
La ligne présente en profil une rampe continue sur toute sa longueur, depuis son point de départ, près du Danube, jusqu’à son extrémité, mais cette rampe est très douce et varie seulement de 0,1 à 0,2%, excepté a la sortie du tunnel où sur une longueur de près de 200 m se trouve une pente de 20%. Sur la longueur de 3,7 km, il y a 3,4 km d 'alignement droit, le reste est en courbe.
Vingt tramways, avec une structure en bois, desservaient la ligne. Les caisses étaient construites par la société Schlick Vasöntő és Gépgyár, la partie électrique était fournie par Siemens & Halske. Les voitures étaient surbaissées, construites de manière particulière, du fait de la faible hauteur du tunnel.  Les véhicules sont étroits, 2,2 m de large, et si bas aux extrémités, du fait de la présence du bogie aux extrémités du véhicule, que les passagers ne peuvent s'y tenir debout.

### Les anciennes stations
Les stations sont au nombre de 11, leur espacement varie de 250 à 500 m. Neuf de ces stations sont souterraines, les deux autres sont en surface. Le premier tronçon est légèrement différent de la ligne actuelle : 
- Gizella tér (aujourd'hui Vörösmarty tér), station proche du Danube
- Deák Ferenc tér
- Váczi körút (aujourd'hui Bajcsy-Zsilinszky út)
- Opera
- Oktogon
- Vörösmarty utca
- Körönd (aujourd'hui Kodály körönd)
- Bajza utca
- Aréna út (aujourd'hui Hősök tere, Place des Héros)
- Állatkert, Zoo (station à la surface)
- Artézi fürdő (aujourd'hui Széchenyi fürdő Bains Széchenyi, station à la surface)

La station Artézi fürdő est alors le terminus de la ligne en surface. Un pont (toujours visible) enjambait cette station. Ce pont est le premier pont en acier de Hongrie.

Construction de la ligne du Millénium
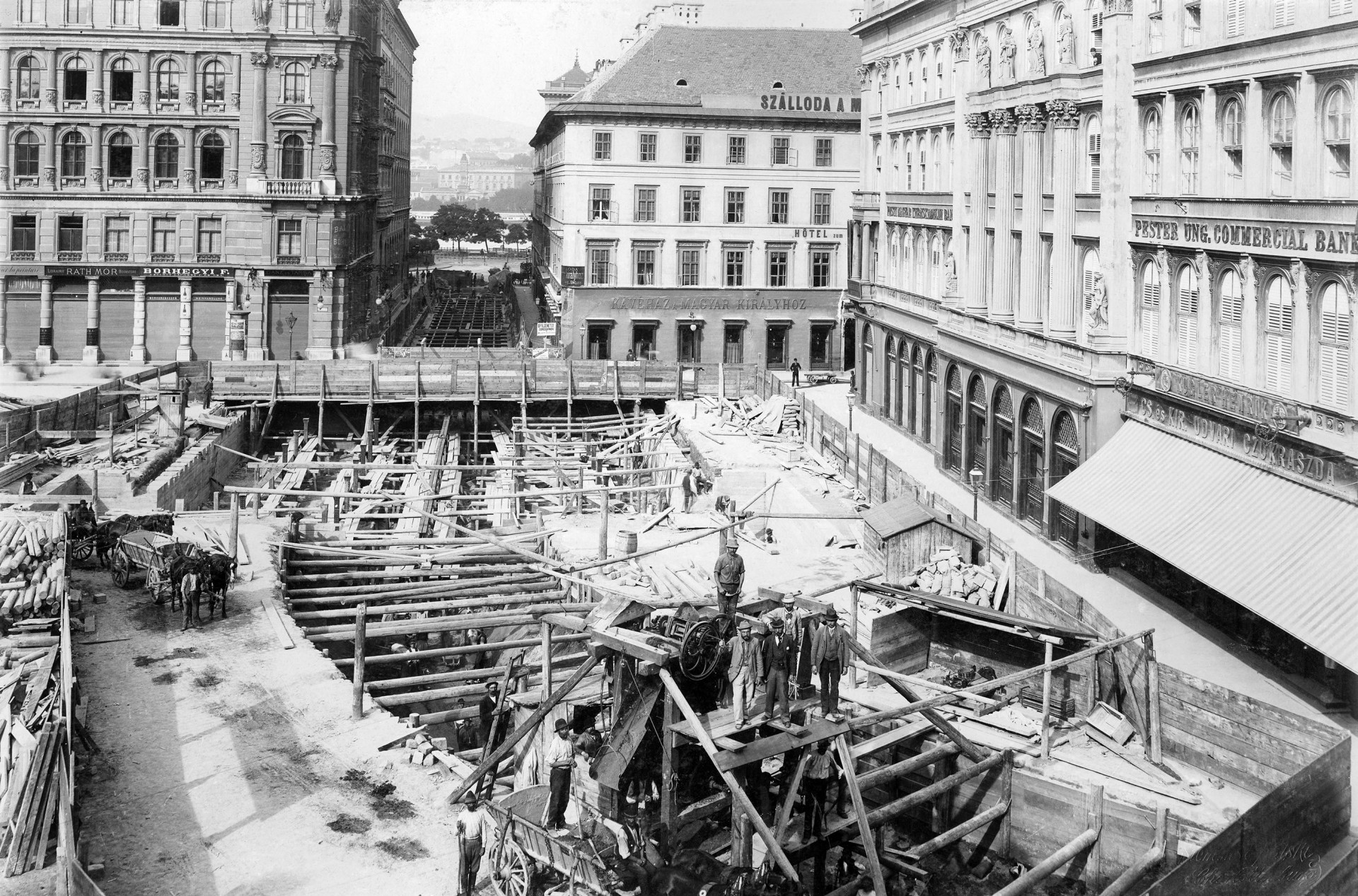
Place Gizella
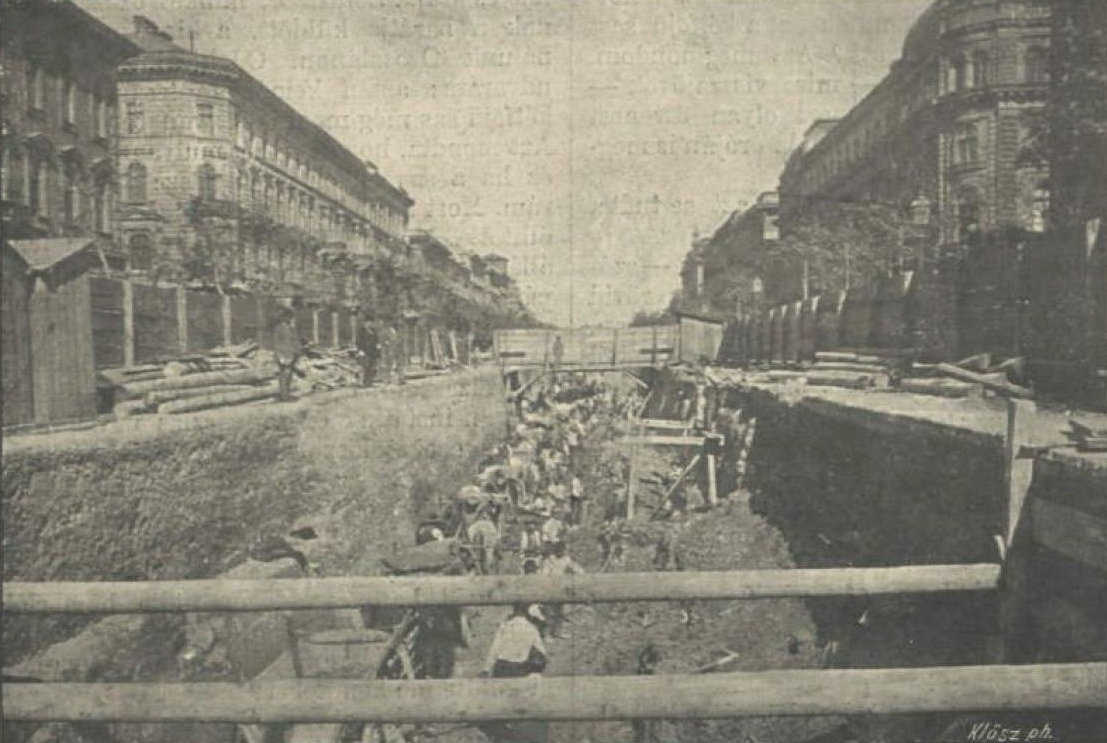
Avenue Andrássy
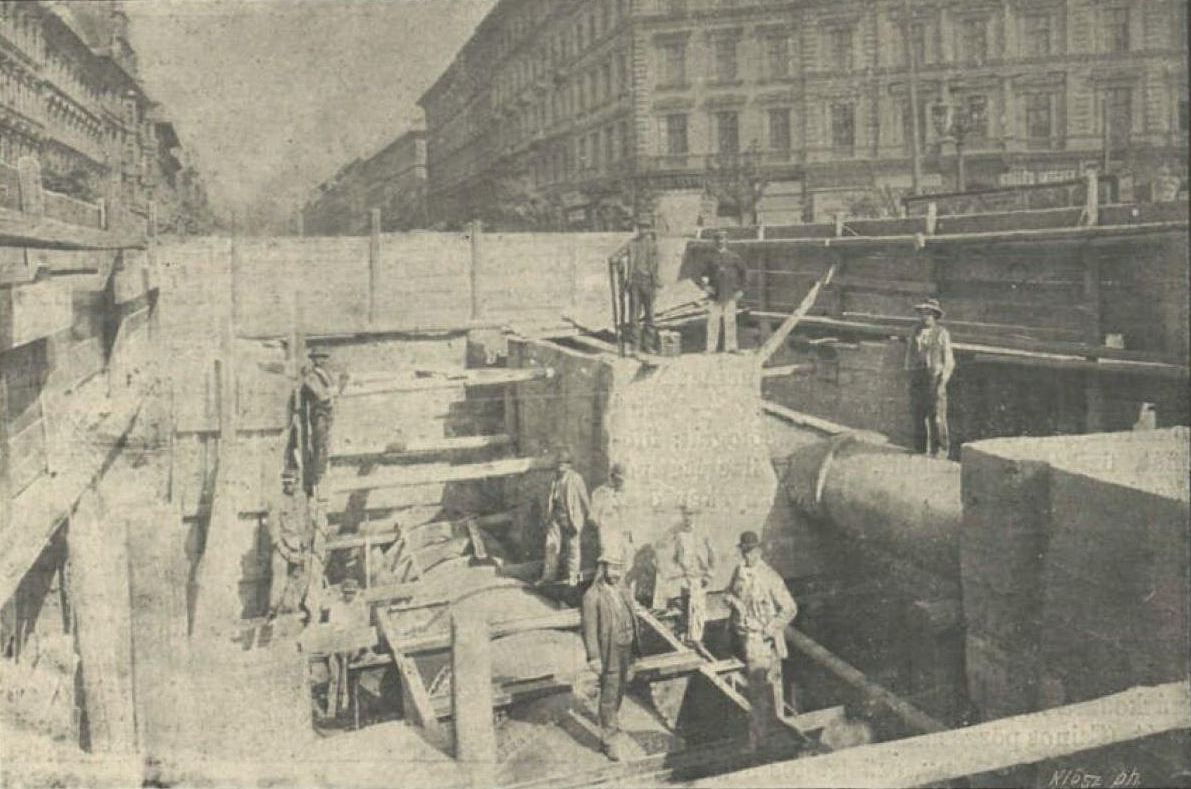
Oktogon
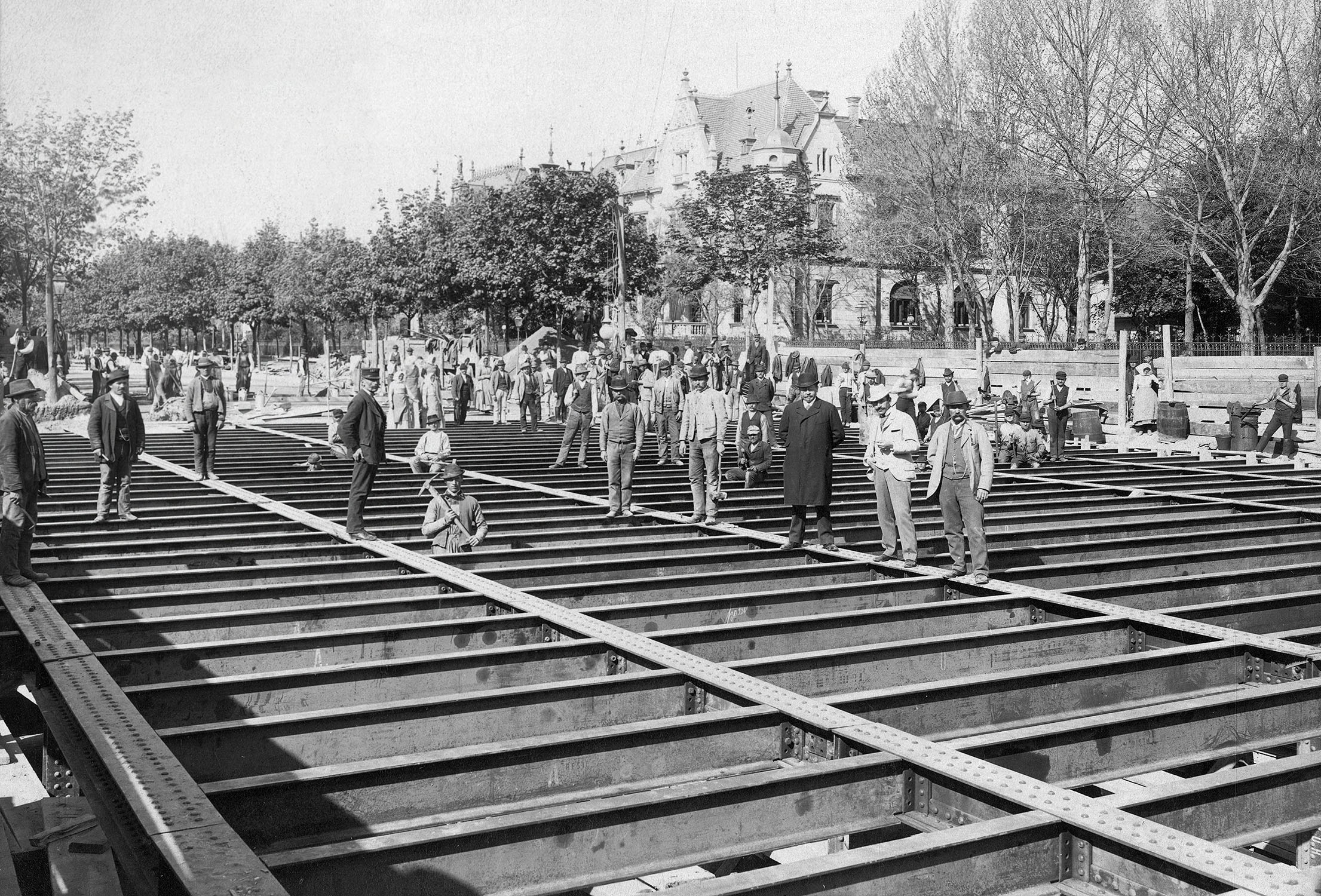
Route des Arènes
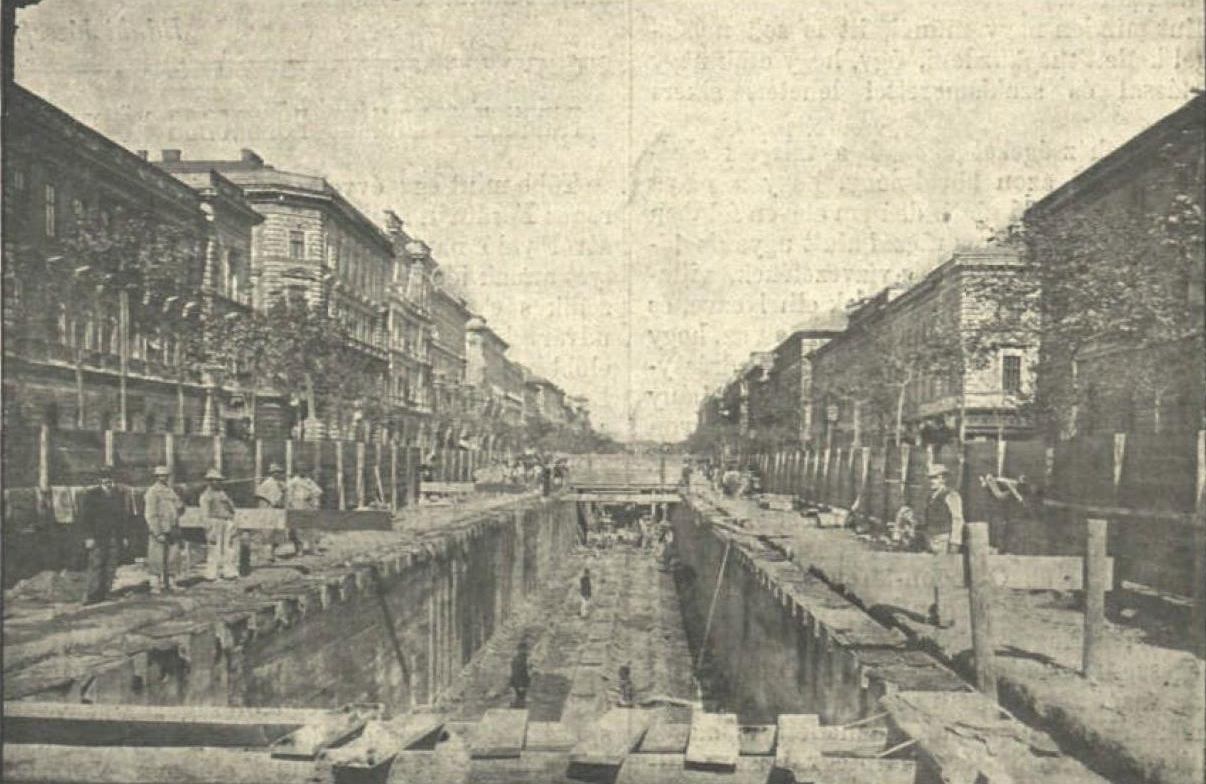
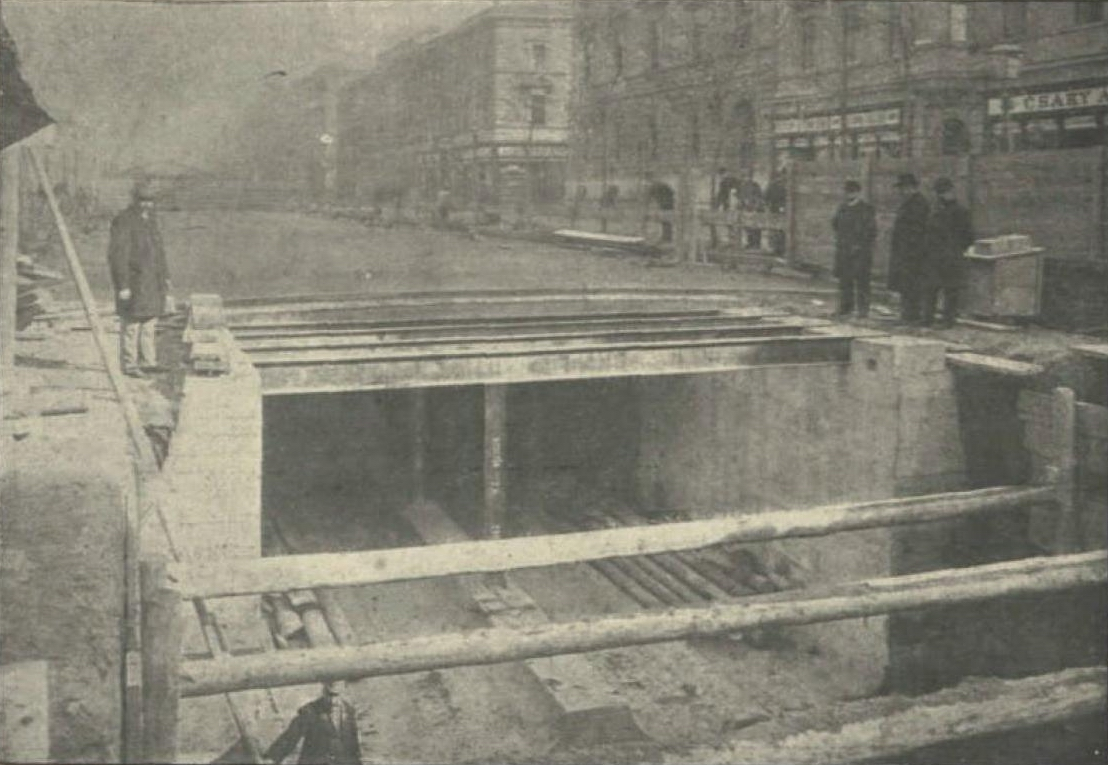

### La ligne avant rénovation
En 1918 la Compagnie du tramway de Budapest a repris l’exploitation de la "Franz Joseph Electric Underground Railway". Son trafic est resté assez faible. 
Les véhicules moteurs d’origine, fonctionnant en unité simple, furent rénovés dans les années 1960. Seize véhicules remorques furent ajoutés au réseau pour être couplés avec les véhicules moteurs pour fonctionner en éléments de deux véhicules. Le courant de traction passa en 550 V.

## Prolongement et rénovations

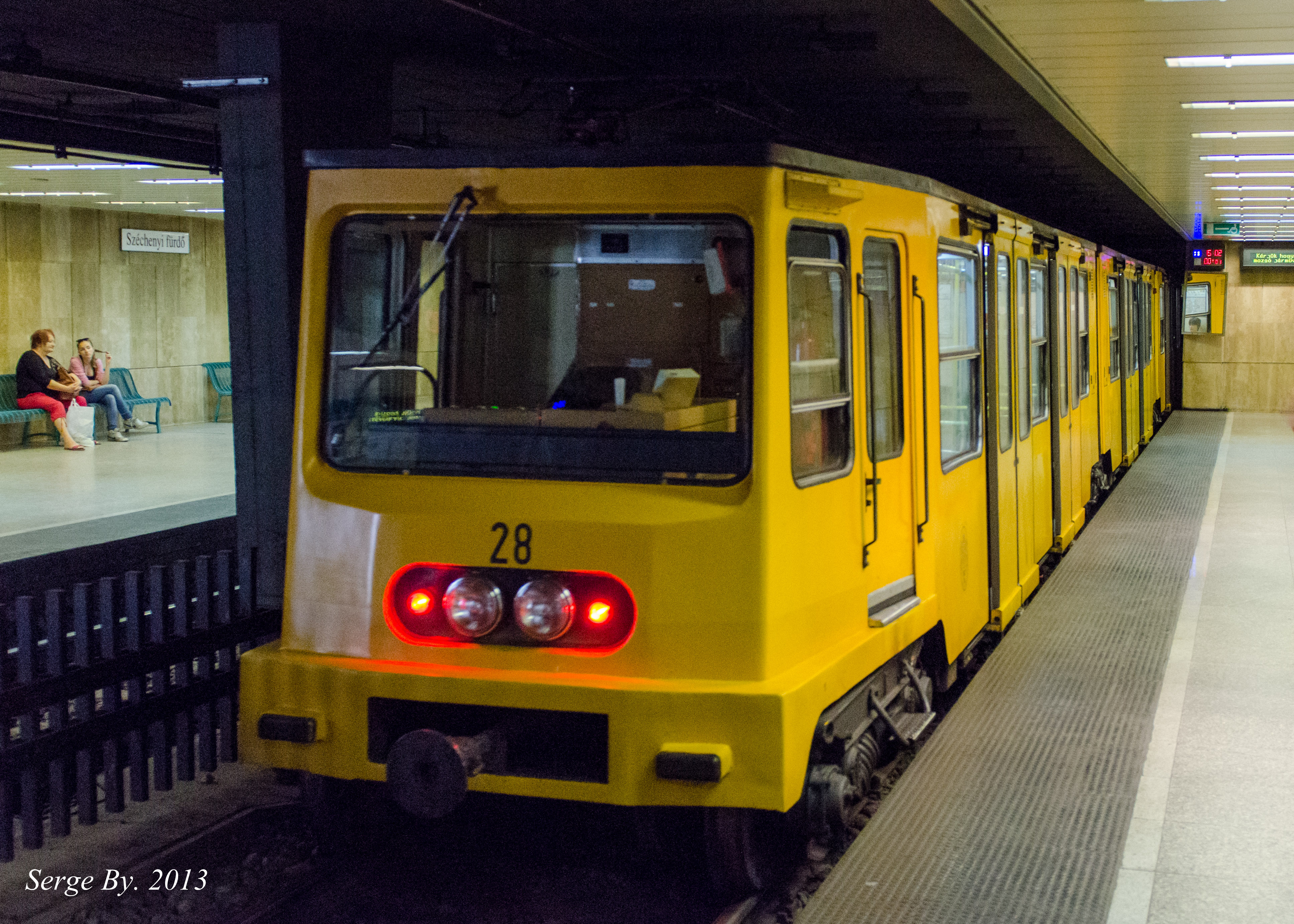
Une rame de la ligne M1.

En 1968, toutes les compagnies de transport de Budapest furent regroupées au sein d'une seule société, BKV.
En 1970, la ville entreprend de prolonger la ligne Millenium du métro. Ainsi en 1973, le métro circule jusqu'à Mexikói út et la station desservant le zoo (Állatkert) est supprimée. Désormais aucune station ne se situe en surface. Désormais la longueur de la ligne atteint 4,4 km. La station Deák Ferenc tér est rénovée en prévision de la construction de la ligne M2 du métro de Budapest.
La rénovation du début des années 1970 comprenait également le renouvellement de la voie, la modernisation des stations, le remplacement de l’alimentation électrique, de la caténaire rigide avec une tension portée à 600 V, de la signalisation et des équipements de communication. La longueur des quais de station est de 30 m pour s'adapter à celle des nouveaux véhicules. Les anciens véhicules furent remplacés par 21 trains de trois véhicules construits par Ganz Mavag et Ganz Electric et livrés en 1971-1973. La capacité de transport d’un élément est de 190 passagers dont 48 voyageurs assis. Sa vitesse maximale est de 60 km/h. L’intervalle entre train est de 110 secondes aux heures d’affluence et de 4 minutes en heure creuse. La capacité de transport en heure de pointe est de 6 000 passagers par heure et par direction.
Dans les années 1980, une rénovation des tunnels devient de plus en plus nécessaire et elle commencera en 1987. Après 1990, la situation matérielle ne fait qu'empirer, mais une rénovation de la ligne ne sera entreprise qu'à partir de 1995. Par souci de sécurité, la vitesse des rames est réduite en 1992. Pour assurer la rénovation, en particulier du tunnel corrodé par l’eau, la ligne fut arrêtée entre mars et septembre 1995. Les voies, les tunnels et les stations sont entièrement rénovées. L’entreprise italienne Sasib obtient en août 1995 un contrat pour moderniser la signalisation et les équipements de commande des trains de la ligne permettant de réduire l’intervalle entre trains à 100 secondes. Le matériel roulant (23 trains dont deux trains ajoutés en 1987) est remis en état. 

### Les stations actuelles
|  |   |  | Station              | Communes | Correspondances                                       |
|  | - |  | -------------------- | -------- | ----------------------------------------------------- |
|  | o |  | Vörösmarty tér       | 5e arr.  | 2 2B 23 15                                            |
|  | o |  | Deák Ferenc tér      | 5e arr.  | 47 48 49 72 9 16 105 178 210 210B 216 100E ↔ Aéroport |
|  | • |  | Bajcsy-Zsilinszky út | 6e arr.  | 72 9 105 210 210B                                     |
|  | • |  | Opera                | 6e arr.  | 70 78 105 210 210B                                    |
|  | o |  | Oktogon              | 6e arr.  | 4 6 105 210 210B                                      |
|  | • |  | Vörösmarty utca      | 6e arr.  | 73 76 105 210 210B                                    |
|  | • |  | Kodály körönd        | 6e arr.  | 105 210 210B                                          |
|  | • |  | Bajza utca           |          | 105 210 210B                                          |
|  | o |  | Hősök tere           | 6e arr.  | 72 75 79 20E 30 30A 105 230 210 210B                  |
|  | o |  | Széchenyi fürdő      | 14e arr. | 72                                                    |
|  | o |  | Mexikói út           | 14e arr. | 1 3 69 74 74A 82 25 32 225                            |

## Projet d'extension et de rénovation
Le remplacement des véhicules du métro, ainsi que le prolongement de la ligne, sont annoncés.